# Élections sénatoriales de 1935 dans la Somme
Les élections sénatoriales dans la Somme ont eu lieu le dimanche 20 octobre 1935. Elles ont eu pour but d'élire les quatre sénateurs représentant le département au Sénat pour un mandat de neuf années.

## Contexte départemental

### Sénateurs sortants
|  | Identité        | Étiquette | Groupe                                              | Élu depuis |
|  | --------------- | --------- | --------------------------------------------------- | ---------- |
|  | Edmond Cavillon | RI        | Union démocratique et radicale                      | 1926       |
|  | Amédée Pierrin  | AD        | Union républicaine                                  | 1920       |
|  | Anatole Jovelet | PRRRS     | Gauche démocratique radicale et radicale-socialiste | 1923       |
|  | Henry Bourdeaux | RI        | Union démocratique et radicale                      | 1929       |

## Présentation des candidats

### Centre-droit
| N° | Candidats | Candidats       | Parti | Principales fonctions                                   |
| -- | --------- | --------------- | ----- | ------------------------------------------------------- |
| 01 |           | Edmond Cavillon | RI    | Sénateur sortant, conseiller général de Molliens-Vidame |
| 02 |           | Amédée Pierrin  | AD    | Sénateur sortant, conseiller général de Boves           |
| 03 |           | Henry Bourdeaux | RI    | Sénateur sortant                                        |

### Section française de l'Internationale ouvrière
| N° | Candidats | Candidats       | Parti | Principales fonctions                         |
| -- | --------- | --------------- | ----- | --------------------------------------------- |
| 01 |           | Alfred Basquin  | SFIO  | Député de la circonscription de Péronne       |
| 02 |           | Adrien Dupuis   | SFIO  | Conseiller général du canton d'Amiens Sud-est |
| 03 |           | Georges Cossart | SFIO  | Maire d'Acheux-en-Vimeu                       |
| 04 |           | Odon Dumont     | SFIO  | Conseiller municipal de Méharicourt           |

### Parti communiste (SFIC)
| N° | Candidats | Candidats      | Parti   | Principales fonctions    |
| -- | --------- | -------------- | ------- | ------------------------ |
| 01 |           | Maurice Mazier | PC-SFIC |                          |
| 02 |           | Victor Berger  | PC-SFIC |                          |
| 03 |           | Fernand Dubus  | PC-SFIC | Maire de Mareuil-Caubert |
| 04 |           | Joseph Noël    | PC-SFIC |                          |

## Résultats
| Candidat et parti politique | Candidat et parti politique | Candidat et parti politique | Premier tour | Premier tour | Deuxième tour | Deuxième tour | Troisième tour | Troisième tour |
| Candidat et parti politique | Candidat et parti politique | Candidat et parti politique | Voix         | %            | Voix          | %             | Voix           | %              |
| --------------------------- | --------------------------- | --------------------------- | ------------ | ------------ | ------------- | ------------- | -------------- | -------------- |
|                             | Henry Bourdeaux*            | RI                          | 728          | 55,15        |               |               |                |                |
|                             | Edmond Cavillon*            | RI                          | 578          | 43,79        | 514           | 39,03         | 583            | 44,37          |
|                             | Anatole Jovelet*            | PRRRS                       | 539          | 40,83        | 565           | 42,90         | 649            | 49,39          |
|                             | Joseph Harent               | DVD                         | 382          | 28,94        | 615           | 46,70         | 665            | 50,61          |
|                             | Amédée Pierrin*             | AD                          | 335          | 25,38        | 282           | 21,41         | 17             | 1,29           |
|                             | Gérard de Berny             | AD                          | 275          | 20,83        | 505           | 38,34         | 609            | 46,35          |
|                             | Adolphe Pointier            | PAPF                        | 257          | 19,47        |               |               |                |                |
|                             | Eugène Boinet               | AD                          | 220          | 16,67        | 122           | 9,26          | 28             | 2,13           |
|                             | Auguste Gauchin             | FR                          | 217          | 16,44        | 400           | 30,37         | 395            | 30,06          |
|                             | Marcel Ferbus               | PSdF                        | 177          | 13,41        | 147           | 11,16         | 33             | 2,51           |
|                             | Albert Ménil                | FR                          | 172          | 13,03        |               |               | 1              | 0,01           |
|                             | Alfred Basquin              | SFIO                        | 132          | 10,00        | 116           | 8,81          | 76             | 5,78           |
|                             | Ernest Dumont               | FR                          | 124          | 9,39         |               |               | 4              | 0,30           |
|                             | Léon Mabille                | RI                          | 112          | 8,48         |               |               | 5              | 0,38           |
|                             | Adrien Dupuis               | SFIO                        | 101          | 7,65         |               |               |                |                |
|                             | Georges Cossart             | SFIO                        | 100          | 7,58         |               |               | 7              | 0,53           |
|                             | Odon Dumont                 | SFIO                        | 84           | 6,36         |               |               | 4              | 0,30           |
|                             | Paul Delique                | PRRRS                       | 66           | 5,00         | 96            | 7,29          | 15             | 1,14           |
|                             | Louis Dhiers                | FR                          | 64           | 4,85         |               |               |                |                |
|                             | Joseph Noël                 | PC-SFIC                     | 38           | 2,88         |               |               | 44             | 3,35           |
|                             | Victor Berger               | PC-SFIC                     | 37           | 2,80         |               |               | 2              | 0,15           |
|                             | Fernand Dubus               | PC-SFIC                     | 36           | 2,73         |               |               |                |                |
|                             | Maurice Mazier              | PC-SFIC                     | 36           | 2,73         |               |               | 4              | 0,30           |
|                             | Félix Roux                  | DIV                         | 7            | 0,53         |               |               |                |                |
|                             | M. Grardel                  | DIV                         | 3            | 0,23         |               |               |                |                |
|                             |                             |                             |              |              |               |               |                |                |
| Inscrits                    | Inscrits                    | Inscrits                    | 1 321        | 100,00       | 1 321         | 100,00        | 1 321          | 100,00         |
| Abstention                  | Abstention                  | Abstention                  | 1            | 0,01         | 4             | 0,30          | 7              | 0,53           |
| Votants                     | Votants                     | Votants                     | 1 320        | 99,99        | 1 317         | 99,70         | 1 314          | 99,47          |
| Exprimés                    | Exprimés                    | Exprimés                    | 1 320        | 100,00       | 1 317         | 100,00        | 1 314          | 100,00         |

## Sénateurs élus
|  | Identité        | Étiquette | Groupe                                              | Élu depuis |
|  | --------------- | --------- | --------------------------------------------------- | ---------- |
|  | Henry Bourdeaux | RI        | Union démocratique et radicale                      | 1929       |
|  | Joseph Harent   | DVD       | Non-inscrits                                        | 1935       |
|  | Anatole Jovelet | PRRRS     | Gauche démocratique radicale et radicale-socialiste | 1923       |
|  | Gérard de Berny | AD        | Non-inscrits                                        | 1935       |